# Grabmühle (Dietramszell)

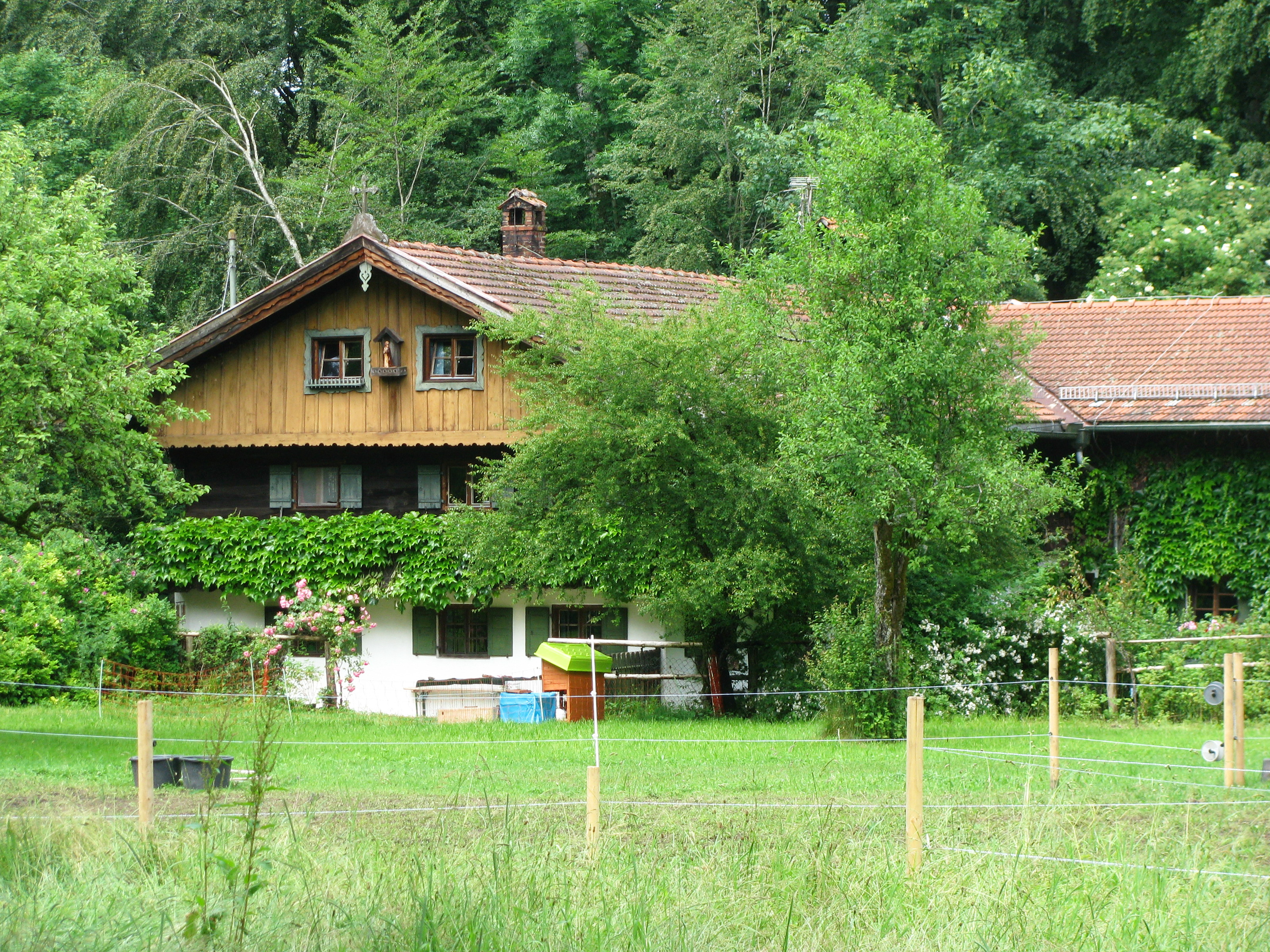
Denkmalgeschütztes ehemaliges Kleinbauernhaus

Grabmühle ist ein Ortsteil der Gemeinde Dietramszell im oberbayerischen Landkreis Bad Tölz-Wolfratshausen.

## Geografie
Die Einöde liegt in der Region Bayerisches Oberland in der voralpenländischen Moränenlandschaft rund sieben Kilometer westlich des Hauptortes und wird von der Staatsstraße 2072 tangiert. An dem Gehöft fließt der Zeller Bach vorbei; zur Isar beträgt die Entfernung rund 500 Meter. 

## Einwohner
Bei der Volkszählung 1987 wohnte nur eine Person in Grabmühle.

## Baudenkmal
Das ehemalige Kleinbauernhaus mit Blockbau-Obergeschoss und Flachsatteldachbau, zweiseitig umlaufender Laube und verschalter Giebellaube, erbaut Anfang des 19. Jahrhunderts, steht unter Denkmalschutz. 
Siehe: Denkmalliste